# حازم السعيد
الشيخ حازم بن سعيد حيدر السعيد ويُعرف أيضًا باسم حازم الكرمي (18 فبراير 1964 في طولكرم – ) علامة وفقيه ومقرئ، من مواليد مدينة طولكرم الفلسطينية، وهو عالم في مجال علوم القرآن والتفسير، ومقرئ ومدرس القرآن الكريم في المسجد النبوي، ومدير مركز البحوث الرقمية لخدمة القرآن الكريم وعلومه في مجمع الملك فهد لطباعة المصحف الشريف في المدينة المنورة.

## نشأته وتحصيله العلمي
ولد الشيخ حازم سعيد حيدر السعيد في مدينة طولكرم الفلسطينية بتاريخ 18 فبراير 1964، تلقى تعليمه في مدارس مدينته طولكرم، وحفظ القرآن الكريم منذ صغره، ودرس علم التجويد في مدينته طولكرم، وقد كان جده سعيد الكرمي شيخًا في مدينة طولكرم، ارتحل الشيخ حازم الكرمي إلى المدينة المنورة في المملكة العربية السعودية لتلقي المزيد من العلوم الشرعية، فحصل هناك على الثانوية في المعهد العلمي، ثم التحق بكلية القرآن الكريم بالجامعة الإسلامية في المدينة المنورة فتلقى بها القراءات العشر وعلوم القرآن والعلوم الشرعية وعلوم اللغة العربية، وبعدما تخرج التحق بقسم الدراسات العليا في ذات الجامعة، وحصل على درجة الماجستير بتقدير امتياز في التفسير وعلوم القرآن، ثم حصل على درجة الدكتوراة مع مرتبة الشرف الأولى في التفسير وعلوم القرآن من ذات الجامعة.
وكان خلال ذلك يقرأ ويتلقى القراءات والعلوم المختلفة خارج الجامعة، وفي المسجد النبوي على علماء المدينة وغيرها.

## الخبرة العملية
- تدريس القرآن والقراءات وغيرها في منزله وبالمسجد النبوي الشريف.
- تدريس مادة علوم القرآن الكريم ومادة الوقف والابتداء والتجويد خلال شرح منظومة المقدمة الجزرية، في دورة إعداد مدرسي القرآن الكريم بجمعية تحفيظ القرآن الكريم بالمدينة المنورة من عام 1413هـ إلى 1417هـ.
- التدريس في الدورة التجويدية التي يعقدها مجمع الملك فهد لطباعة المصحف الشريف بالمسجد النبوي الشريف.
- مشاركات في الندوات التي يقيمها مجمع الملك فهد لطباعة المصحف الشريف.
- شارك في تقويم العديد من البحوث المقدمة للندوات التي يقيمها المجمع.
- تقويم العديد من البحوث المقدمة لندوة عمارة المساجد المنعقدة في جامعة الملك سعود بالرياض.
- تقويم العديد من من رسائل الماجستير والدكتوراه والكتب المقدمة لطباعتها في المجمع.
- الإشراف على إعداد معجم (فهرست) مصنفات تفسير القرآن الكريم الصادر عن الشؤون العلمية بالمجمع.
- شارك في دراسة وتحقيق كتاب (الإتقان في علوم القرآن) للحافظ السيوطي الصادر عن الشؤون العلمية بالمجمع.
- مناقشة العديد من رسائل الماجستير والدكتوراه لدى جامعة الجنان بطرابلس - لبنان.
- تقديم دورة بعنوان: «التعريف بالمصحف الشريف» بجامع الملك فهد رحمه الله تحت تنظيم معهد الإمام الشاطبي في جدة.
- ورشة عمل ضمن فعاليات المؤتمر العالمي الثاني لتعليم القرآن الكريم «المنهج النبوي في تعليم القرآن الكريم» في البحرين، بعنوان: (الوقف والابتداء في كتاب الله).

## العضويات
- عضو في المجلس العلمي لمجمع الملك فهد.
- عضو في لجنة مراجعة التفسير الميسر الذي أعدته وزارة الشؤون الإسلامية بالمملكة.
- عضو المجلس العلمي للهيئة العالمية لتحفيظ القرآن.
- عضو اللجنة العلمية لموقع المجمع على الإنترنت.
- مستشار لدى كرسي المعلم محمد عوض بن لادن للدراسات القرآنية.
- عضو مشارك في بعض أعمال اللجنة العلمية لمراجعة المصحف.
- عضو المجلس العالمي لشيوخ الإقراء.[5]

## شيوخه
- الشيخ عبد السلام حبوس المصري: حفظ على يديه معظم القرآن برواية حفص عن عاصم من الشاطبية.
- الشيخ عمار بن توفيق البدوي: تلقى عنه علم التجويد بمدينة طولكرم في فلسطين.
- الشيخ محمود بن راجي حسن: تلقى عنه علم التجويد.
- العلامة أحمد بن عبد العزيز الزيات: قرأ عليه بالقاهرة ثم بالمدينة المنورة ختمة بالقراءات العشر من طريق الشاطبية والدرة، وأخرى بحفص عن عاصم من الطيبة وأجازه بهما، وقرأ عليه بعض كتب الحديث، وشرح ابن عقيل على ألفية ابن مالك في النحو ونظام الأداء في الوقف والابتداء لابن الطحان السُّماتي.
- الشيخ محمد كريم بن سعيد راجح (شيخ القراء بدمشق) : لازم دروسه أثناء إقامته بدمشق، وقرأ عليه القرآن برواية حفص من الشاطبية، وأجازه بها.
- الشيخ أيمن رشدي سويد: قرأ عليه الجزرية في جدة، غيباً في مجلس واحد وأجازه بها.
- الشيخ محمد تميم الزعبي: قرأ عليه شيئا من التجويد بشرح المقدمة الجزرية، وقرأ عليه ختمة برواية حفص عن عاصم من الطيبة وأجازه بها، وقرأ عليه القراءات السبع إفراداً ثم جمعاً، إلى أواخر سورة التوبة ولم يكمل.
- الشيخ محمد بن صالح العثيمين: حضر دروسه في المسجد الحرام في رمضان عدة سنوات.
- الشيخ عبد الفتاح السيد عجمي المرصفي: قرأ عليه بعض شرح المقدمة الجزرية في التجويد، وقرأ ختمة برواية حفص من الشاطبية، وأجازه بها، ثم قرأ عليه السبع من الشاطبية جمعاً إلى قوله تعالى {وَكَتَبْنَا عَلَيْهِمْ فِيهَا} من سورة المائدة.
- الشيخ محمد المنتصر بن محمد جعفر الكتَّاني: درس عليه شرح مسند الإمام أحمد في المسجد النبوي، وأجازه بمروياته في الحديث.
- الشيخ عبد الرحمن البري: قرأ عليه حفص من الشاطبية إلى قوله تعالى {لَقَدْ تَابَ اللَّهُ عَلَى النَّبِيِّ وَالْمُهَاجِرِينَ وَالْأَنْصَارِ} من سورة التوبة ولم يكمل.
- الشيخ أبو الحسن محي الدين الكردي (شيخ مقرأة زيد بن ثابت بدمشق): قرأ عليه بدمشق القرآن الكريم لحفص عن عاصم من الشاطبية إلى نهاية سورة آل عمران.
- الشيخ محمد علي مشعل: قرأ عليه في الفقه والتفسير وأصول الفقه.
- الشيخ محمد عوامة: قرأ عليه مصطلح الحديث.
- الشيخ عبد المحسن حمد العباد: قرأ عليه من كتب الحديث.
- الشيخ محمد بن ناصر السحيباني: قرأ عليه في الفقه وشيئا في التفسير.
- الشيخ عطية محمد سالم: قرأ عليه كتاب المقنع لابن قدامة، وشرح الموطأ، وأصول الفقه.
- الشيخ محمد المختار بن محمد الأمين الشنقيطي: قرأ عليه كتاب العمدة لابن قدامة.
- الشيخ علي بن سعيد الغامدي: قرأ عليه كتاب (منار السبيل شرح كتاب الدليل) لابن ضويان.
- الشيخ عبد الله بن محمد الأمين الشنقيطي: قرأ عليه أصول التفسير.
- الشيخ محمد المختار بن محمد الأمين الشنقطي: قرأ عليه القواعد الفقهية.
- الشيخ عبد العزيز بن محمد عثمان: قرأ عليه في التفسير.
- الشيخ أحمد بن عبد القادر القلاش: قرأ عليه في البلاغة والعَروض والنحو والأدب، وشيئاً من أصول الفقه من كتاب الرسالة للإمام الشافعي.
- الشيخ بكري بن عبد المجيد الطرابيشي: قرأ عليه القرآن من أوله إلى قوله تعالى {الْمُفْلِحُونَ} في سورة البقرة بالقراءات العشر الصغرى وأجازه بها.

## مؤلفاته
- تحقيق ودراسة كتاب (شرح الهداية في القراءات السبع) للإمام أبي العباس المهدوي.
- تحقيق نسبة كتاب (عجائب علوم القرآن) إلى ابن الأنباري.
- علوم القرآن بين البرهان والإتقان: دراسة موازنة، عام 1999، ويتكون من 748 صفحة.
- المقومات الشخصية لمعلم القرآن الكريم.
- مقدمة الدر المنثور في التفسير بين المخطوط والمطبوع.
- قصة إبراهيم الخليل عليه السلام عرض وتحليل.
- تحقيق جامع أسانيد الحافظ ابن الجزري.
- مدخل إلى التعريف بالمصحف الشريف.

## وصلات خارجية
- حازم السعيد على موقع المكتبة المفتوحة (الإنجليزية)